# ژان-گیوم بئاتریکس
ژان-گیوم بئاتریکس (فرانسوی: Jean-Guillaume Béatrix‎؛ زادهٔ ۲۴ مارس ۱۹۸۸) ورزشکار دوگانه اهل فرانسه است.